# Alopecosa auripilosa
Alopecosa auripilosa är en spindelart som först beskrevs av Schenkel 1953.  Alopecosa auripilosa ingår i släktet Alopecosa och familjen vargspindlar. Inga underarter finns listade i Catalogue of Life.